# Chang Loo
Chang Loo (Suzhou, 21 januari 1932 - Hongkong, 26 januari 2009) (jiaxiang: Jiangsu, Suzhou) was een Chinese zangeres die vooral populair was in de jaren veertig tot zeventig van de 20e eeuw met haar Shanghaise Standaardmandarijnse liedjes. Ze werd geboren als Chang Shou-Ying/张秀英. Ze was een van de zangeressen die de populaire muziekgenre Mandarijnse liederen uit Sjanghai zong. Chang werd als koningin van die genre beschouwd. Populaire liedjes van haar waren Ni zhen meili/你真美丽 en Gei wo yige wen/给我一个吻. Haar zoon Alex To Tak-Wai/杜德伟 is een Standaardmandarijnse zanger.

## Biografie
Op vierjarige leeftijd verhuisde zij met haar familie naar de grote stad Shanghai. Toen haar vader overleed, verviel de familie in armoede. Op een dag in 1945 zong ze een liedje voor haar broertje om hem in slaap te krijgen. De buurman die werkte bij de radio hoorde dat en vond ze een perfectie zangstem had. Zonder dat haar moeder 't wist, ging ze zingen op de radio. Later ging ze zingen in nachtelijke uitgaansgelegenheden. Ze kreeg niet veel later een platenconrtract.
In 1946 zong ze liedjes Xiao gang chun/小巷春 en Guan bu zhu/关不住. In 1948 speelde ze in de film Liu lang xiu yang/柳浪细鸯 en zong daarin het lied Shunü yao tiao/淑女窈窕. In datzelfde jaar kwam het lied Ni zhen meili uit.
In 1952 verliet ze Shanghai en ging werken in Hongkong. Ze emigreerde later, in 1980, naar Canada. Om voor haar zoon te zorgen remigreerde ze vijf jaar later terug naar Hongkong.
In november 2008 maakte ze haar laatste reis naar China. Ze ging met haar zoon, Alex, in Shanghai familieleden bezoeken en zong voor het publiek "Gei wo yige wen". Op 25 januari 2009 kreeg ze een beroerte en kwam ze in het ziekenhuis terecht. Ze stierf een dag later om vier 's middags op 76-jarige leeftijd.
- Bibliothèque nationale de France: cb170281373 (data)
- Gemeinsame Normdatei: 1247358615
- International Standard Name Identifier: 0000 0000 5705 8351
- Library of Congress Control Number: no2016051795
- MusicBrainz: 08571849-85b7-4a1e-8b65-e857346f0efb
- Virtual International Authority File: 80100162
- WorldCat: E39PBJt3TqXmGfmrRBhRm6RqcP